# 山形放送
山形放送株式會社（日语：／ Yamagata Hōsō */?），通稱山形放送，簡稱YBC，是日本的一家以山形縣為播出地區的電視台兼廣播電台。經營中波廣播（AM廣播）和電視業務。該公司的電視業務屬于日本電視台聯播網（NNN·NNS），廣播業務屬于JRN和NRN聯播網。山形放送的廣播服務開始于1953年10月15日，識別呼號是JOEF；電視服務開始於1960年3月16日，識別呼號是JOEF-DTV，遙控器號碼是4頻道。

## 資本構成
下表列出2016年3月31日時山形放送的主要股東:252：
| 資本金        | 發行股份總數 | 股東數 |
| ------------- | ------------ | ------ |
| 3億9800萬日元 | 79,600股     | 395    |

| 股東                 | 持股數   | 比例   |
| -------------------- | -------- | ------ |
| 山形縣               | 11,449股 | 14.38% |
| 山形新聞社           | 07,913股 | 09.94% |
| 東京海上日動火災保險 | 03,741股 | 04.69% |
| 山交                 | 03,637股 | 04.56% |
| 山形銀行             | 03,462股 | 04.34% |
| 三島                 | 02,990股 | 03.75% |
| 輝煌銀行             | 02,572股 | 03.23% |

## 歷史
1950年代初期，日本各地開始出現商業廣播公司。和日本大多數縣份的第一家商業廣播相同，山形當地的報社山形新聞在山形放送創立過程中有重要地位。1953年2月20日，山形放送舉辦了第一次發起人會。當時山形放送總部位於山形新聞社內，資本金5,000萬日元:4-5。同年3月14日，山形放送向郵政省申請獲得廣播播出執照:8-9，並在同年8月14日獲得預備執照:12-13。但當時山形放送面臨資金不足的問題，因此山形新聞社社長服部敬雄請求山形縣政府出資山形放送，並最終得到同意:18-19。1953年9月26日，山形放送電台開始發射試驗電波:25-26。同年10月5日，山形放送得到正式的播出執照意:26-27。翌日，山形放送電台開始試播:27-28。
1953年10月15日12時，山形放送電台正式開播:18-19。在開播當年的12月24日，山形放送電台就實現播出時間延長至早晨6時至晚間11時:48。同年年底，山形放送增資3,000萬日元:64。開播一周年之際的1954年10月15日，山形放送開設了鶴岡放送局，電波覆蓋莊內地區:65。同年11月10日，山形放送和日本放送簽訂節目合作協議:66。據1955年11月的第一次收聽率調查結果，山形放送的收聽率達47.9%，超過NHK第一頻率的45.4%。翌年8月第二次調查時，這一數字變為56.3%對37%，山形放送的優勢進一步擴大:77-78。1955財年，山形放送首次實現盈利:104。經過六次增資之後，山形放送的資本金在1957年秋季增加至1.64億日元:105。
山形放送在1957年1月8日成立了「山形放送電視設立準備委員會」，籌備開設電視台:132。1957年10月22日，山形放送獲得電視預備播出執照:134。同時為應對電視開播所需的硬體和人力增加，山形放送開始和山形新聞共同計劃修建新總部。1959年7月29日，兩家公司的共同新總部大廈「山形新聞放送會館」動工。這座建築有六層，並在屋頂設有高53公尺的電視塔，耗資達5.5億日元:139-141。山形新聞放送會館在1960年10月7日正式竣工:154-155。
在電視聯播網選擇方面，山形放送電視台則選擇加入日本電視台系列:145-146。1960年3月16日，山形放送獲得正式的電視播出執照:146。3月21日，山形放送開始發射電視試驗電波。同月25日，山形放送開始試播電視節目:147。在山形放送電視台開播前夕的1960年3月，山形縣內僅有13,467台電視機，普及率僅有5.6%。因此山形放送在電視開播前積極推進電視機普及事業，開展過「電視儲蓄」等活動:147-148。
1960年4月1日，山形放送電視台正式開播:149。開播之初，山形放送在每日10時至13時和17時30分至22時30分播出節目，每日播出時間有8小時:178。1966年10月1日，山形放送開始播出彩色電視節目:175。據1968年9月的收視率調查，山形縣收視率最高的20個電視節目中，山形放送佔19個，NHK僅有1個:230-231。1975年6月16日，山形新聞放送會館舉辦動工式，山形放送總部再次得到擴張:255。翌年10月1日，山形新聞放送會館竣工:256。1978財年，山形放送的營業額達45.3億日元，淨利潤達3.45億日元:343。
1980年4月1日，山形放送加入朝日電視台聯播網ANN，成為跨網台。
山形放送在1981年8月開始播出立體聲電視節目，是山形縣第一個播出立體聲節目的商業電視台:319。1982年，山形放送派記者前往波蘭取材，成功報道波蘭政府承認將解嚴的獨家新聞:273。據1983年12月Video Research進行的收視率調查，山形放送以全日15%、黃金時段29.3%、晚間時段28.7%的收視率獲得山形縣收視率三冠王:368。為紀念開播30週年，山形放送在1981年和山形新聞共同出版了《山形縣大百科事典》:434-435。
1993年4月1日，因山形電視台加入ANN，山形放送退出ANN，成為日本電視台系列完全加盟台。在開播50週年的2002年，山形放送導入了現行標誌。2005年12月1日，山形放送開始播出數位電視訊號。2022財年，山形放送連續30年獲得山形縣內商業電視各台收視三冠王，更新日本最長記錄。

## 廣播部門
山形放送電台初期的節目多是音樂節目。在1953年12月的YBC人氣節目投票時，《午間音樂》以2,001票獲得第一:37。開播初期，山形放送電台的節目自製率達40%:57。在電視普及之後，山形放送的電台聽眾目標轉向開車族、主婦等特定群體:233。1965年5月，山形放送電台加盟JRN和NRN:234。1960年代後，長時間資訊節目和DJ型節目成為電台節目的主流:236-237。1982年，山形放送電台曾進行過播出方言節目這一嶄新嘗試:304-305。現在山形放送電台最主要的自製帶狀節目是在每週一至週五播出的《月金廣播 Panpakapan》。在週六的午後時段，山形放送電台亦播出《ALL REQUEST PROGRAM OleOle!》和《Weekend Scramble》兩個大型自製節目。

## 電視部門
山形放送電視台的第一個自製節目是《新山形風土記 - 山形市之卷》:151。開播初期，山形放送每日播出兩節5分鐘的自製新聞:351。1960年代中期，受到Wide Show類型節目普及的影響，山形放送亦在1966年4月開始在週四午後播出自製的資訊節目《YBC News Scope》（YBCニューススコープ）:182。但因收視率低迷，該節目在播出兩年半後就被主婦向資訊節目《和夫人的30分》（奥さんと30分）替代:182-183。1970年10月，山形放送開始在週六午後播出大型自製資訊節目《週六廣角山形》（土曜ワイドやまがた）:184-185。山形放送的第一個帶狀大型自製新聞節目則是1976年10月開始播出的《YBC6時》（YBC6時です）:356。1982年，山形放送和山形電視台共同製作播出《加油！》（がんばれ！）系列節目。這一跨台合作在當時日本電視界開創先河:279。
山形放送電視台現在主要的自製節目有在週一至週五傍晚播出的資訊節目《Piyo卵Wide》，以及同樣在平日傍晚播出的新聞節目《YBC news every.》。

## 註释
1. ↑  「三冠」指全日（6:00-24:00）、黃金時間（19:00-22:00）、晚間時段（19:00-23:00）三個時段皆獲得收視率第一。

## 外部連結
- 山形放送官方網站 （页面存档备份，存于）
- 山形放送的X（前Twitter）
- ＹＢＣ山形放送官方的Instagram帳戶
- 山形放送的Facebook專頁
- YouTube上的山形放送YBC頻道